# William Jackson Hooker
Sir William Jackson Hooker (Norwich, 6 luglio 1785 – Kew (Londra), 12 agosto 1865) è stato un botanico britannico.
È stato direttore dei Royal Botanic Gardens di Kew.
Suo figlio è l'esploratore e botanico Sir Joseph Dalton Hooker (1817-1911).

## Biografia
Hooker è nato a Norwich. Il padre Joseph Hooker di Exeter, membro della stessa famiglia del celebre teologo Richard Hooker, ha dedicato molto del suo tempo allo studio della letteratura tedesca e alla coltivazione di piante curiose ed esotiche. Il figlio educato alla scuola di Norwich, ha goduto dell'agiatezza di famiglia che gli ha permesso di viaggiare e dilettarsi nello studio della storia naturale, soprattutto ornitologia e di entomologia. Successivamente ha ristretto la sua attenzione alla botanica su raccomandazione di Sir James Edward Smith, che egli aveva consultato studiando un raro muschio.
La sua prima spedizione di botanica su suggerimento di Sir Joseph Banks, è stata effettuata in Islanda nell'estate del 1809. Gli esemplari da lui raccolti, insieme ai suoi appunti e disegni, sono stati distrutti da un incendio nel viaggio di ritorno, un incidente in cui ha rischiato di perdere la vita. La buona memoria lo ha aiutato a pubblicare un resoconto dell'isola, dei suoi abitanti e della flora, suo il Tour in Islanda 1809 che è stato distribuito privatamente nel 1811 e ristampato nel 1813. Nel 1810 - 1811 ha fatto ampi preparativi con l'obiettivo di accompagnare Sir Robert Brownrigg a Ceylon ma, sconvolgimenti politici hanno portato all'abbandono del progetto. Nel 1814 ha trascorso nove mesi in escursioni di botanica in Francia, Svizzera e nel Nord Italia; l'anno successivo sposò con Maria Dawson Turner figlia maggiore di Dawson Turner banchiere di Great Yarmouth. Attestandosi a Halesworth nel Suffolk, si dedica alla formazione del suo erbario, divenuto di fama mondiale tra i botanici. Nel 1816 il British Jungermanniæ suo primo lavoro scientifico è pubblicato. Seguì una nuova edizione di William Curtis Flora Londinensis per la quale ha scritto le descrizioni (1817 - 1828), segue una descrizione del Plantae cryptogamicae di Alexander von Humboldt e Aimé Bonpland; in Muscologia un resoconto completo dei muschi di Gran Bretagna e Irlanda, redatto in collaborazione con Thomas Taylor 1818, suo il Musci exotici, dedicato ai nuovi muschi di terre straniere e di altre piante crittogame. Nel 1820 accettò la cattedra di Regius di botanica nella Università di Glasgow dove divenne ben presto popolare come docente per il suo stile chiaro e immediato. L'anno seguente pubblica Flora Scotica dal metodo naturale di disposizione delle piante inglesi in sostituzione al metodo artificiale. Ha lavorato con il botanico e litografo Thomas Hopkirk per fondare il Royal Botanic Institution di Glasgow, per disporre e sviluppare il Giardino Botanico di Glasgow. Nel 1815 fu nominato membro corrispondente della Accademia Reale Svedese delle Scienze, nel 1833 il suo status è passato a quello di membro straniero. Hooker è riuscito a convincere il governo britannico per la nomina dei botanici per le spedizioni. Mentre i suoi lavori erano in corso, il suo erbario ha ricevuto grandi e preziose aggiunte da tutte le parti del globo e la sua posizione come un botanico è stata quindi notevolmente rafforzata. Nominato Cavaliere di Hannover nel 1836, nel 1841 è stato nominato direttore del Royal Botanic Gardens di Kew in seguito alle dimissioni di William Townsend Aiton. Sotto la sua direzione i giardini sono stati ampliati, molte nuove serre furono erette e un museo di botanica economica è stato istituito. Era impegnato sul Filicum Sinossi con John Gilbert Baker quando ha contratto un'infezione alla gola. Morì nel 1865 ed è sepolto nella Chiesa di S. Anne a Kew. Alla guida dei Kew Gardens alla sua morte è subentrato il figlio Sir Joseph Dalton Hooker.

## Opere

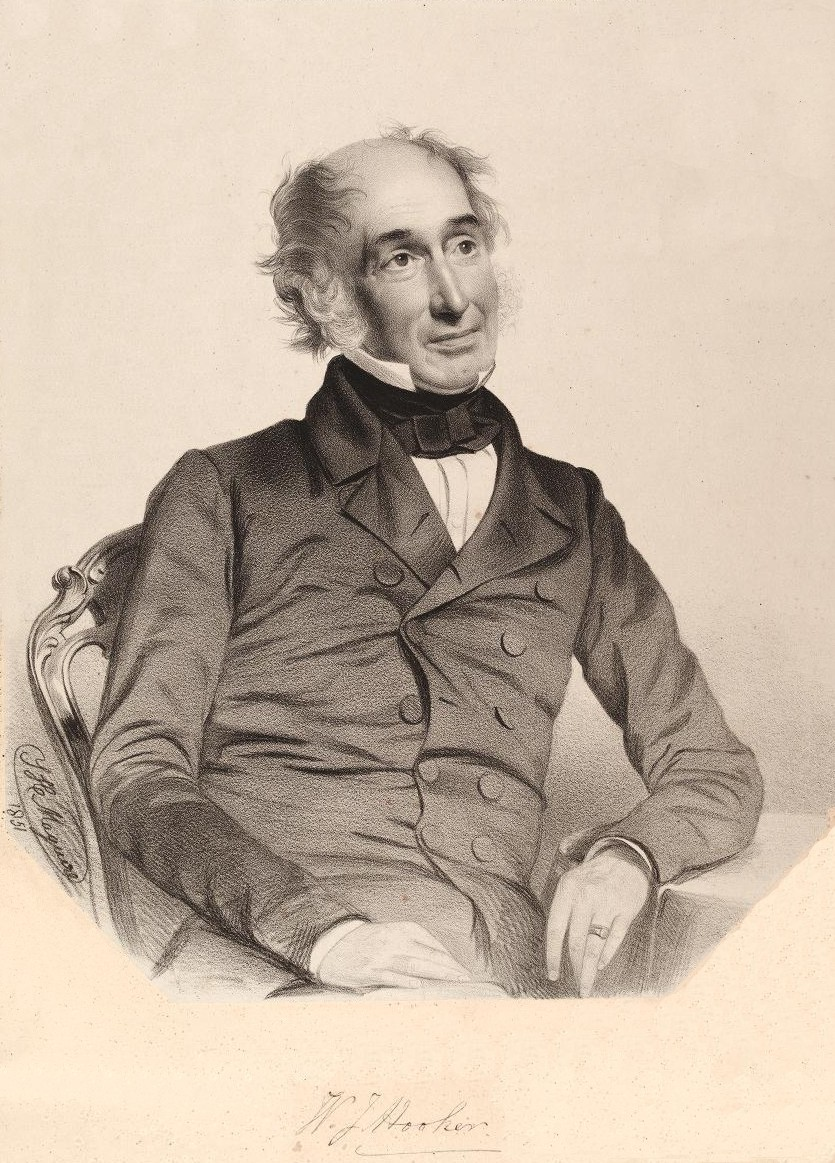
William Jackson Hooker
by Thomas Herbert Maguire

- William Jackson Hooker, British Jungermanniæ (1816).
- William Jackson Hooker, Flora Scotia (1821).
- William Jackson Hooker, Flora Londinensis (1817 - 1828).
- William Jackson Hooker, Plantae cryptogamicae.
- William Jackson Hooker, Musci exotici in collaborazione con Thomas Taylor,(2 volumi, 1818 - 1820).
- (EN) Exotic flora, vol. 1, London, William Blackwood, 1823.
  - (EN) Exotic flora, vol. 2, London, William Blackwood, 1825.
  - (EN) Exotic flora, vol. 3, London, William Blackwood, 1827.
- William Jackson Hooker, Account of Sabine's Arctic Plants (1824).
- William Jackson Hooker, Catalogue of Plants in the Glasgow Botanic Garden (1825).
- William Jackson Hooker, Botany of Parry's Third Voyage (1826).
- William Jackson Hooker, Curtis's Botanical Magazine (38 volumi, 1827 - 1865).
- William Jackson Hooker, Icones Filicum, in collaborazione con Dr. R. K. Greville (altrimenti noto come  Illustrations of the Ferns; 2 volumi, 1829 - 1831).
- William Jackson Hooker, British Flora, alcune edizioni con la collaborazione del Dr. George Arnott Walker Arnott & c. (due volumi, 1830 - 1836).
- William Jackson Hooker, British Flora Cryptogamia (1833).
- William Jackson Hooker, Characters of Genera from the British Flora (1830).
- William Jackson Hooker, Flora Boreali-Americana (2 volumi, 1840), collezionata durante il viaggio di Sir John Franklin.
- William Jackson Hooker, The Journal of Botany (4 volumi, 1830 - 1842).
- William Jackson Hooker, Companion to the Botanical Magazine (2 volumi, 1835 - 1836).
- William Jackson Hooker, Icones Plantarum (altrimenti noto come Illustrations of Plants; 10 volumi, 1837 - 1854).
- William Jackson Hooker, Botany of Beechey's Voyage to the Pacific and Behring's Straits (con Dr George Arnott Walker Arnott, 1841)[1].
- William Jackson Hooker, Genera Filicum (altrimenti noto come The Genera of Ferns; 1842), dall'originale illustrato da F. Bauer.
- William Jackson Hooker, The London Journal of Botany (7 volumi, 1842 - 1848).
- William Jackson Hooker, Notes on the Botany of the Antarctic Voyage of the Erebus and Terror (1843).
- William Jackson Hooker, Species Filicum (altrimenti noto come The Species of Ferns; 5 volumi, 1846 - 1864).
- William Jackson Hooker, A Century of Orchidaceous Plants (1849).
- William Jackson Hooker, Journal of Botany and Kew Garden Miscellany (9 volumi, 1849 - 1857).
- William Jackson Hooker, Niger Flora (1849).
- William Jackson Hooker, Victoria Regia (1851).
- William Jackson Hooker, A Century of Ferns (1854).
- William Jackson Hooker, Museums of Economic Botany at Kew (1855).
- William Jackson Hooker, Filices Exoticae (altrimenti noto come Exotic Ferns; 1857 - 1859).
- William Jackson Hooker, The British Ferns (1861 - 1862).
- William Jackson Hooker, A Second Century of Ferns (1860 - 1861).
- William Jackson Hooker, Synopsis filicum (1868).